# Wild Water Slide
Wild Water Slide is een boomstamattractie in het Belgische attractiepark Bobbejaanland en staat in het themagebied Mystery Bay.

## Geschiedenis
De attractie opende in 1980 en is hiermee een van de oudste attracties die nog in het park staan. De baan is 500 meter lang en heeft een maximale hoogte van 13 meter. Het bijzondere aan deze baan is dat beide vallen even hoog zijn. Langs de baan staan kunstrotsen als thematisatie.
Vroeger was het stuk tussen de eerste liftheuvel en de tweede liftheuvel een stuk langer, maar doordat er een brand ontstond door kortsluiting, is een deel van de constructie verloren gegaan. De financiële schade liep op tot ongeveer 11 miljoen BEF. De attractie is nog wel in hetzelfde seizoen heropend.

## De rit
Nadat je het station verlaten hebt, volgen enkele bochten die je naar de eerste liftheuvel brengen. Je gaat onder de achtbaan Bob Express door. Wanneer je de top van de liftheuvel bereikt hebt, ga je meteen weer naar beneden. Hierna volgen nog enkele bochten die je naar de tweede liftheuvel brengen. Langs de liftheuvel loopt het spoor van de Bob Express. Aan de top van de heuvel volgt ook meteen weer de val, waar tegelijkertijd ook een actiefoto wordt genomen. Hierna volgen nog wat bochten die je vervolgens weer terug naar het station brengen.
Afbeeldingen